# آنا ملاتو
آنا ملاتو (ایتالیایی: Anna Melato؛ زادهٔ ۱۸ مهٔ ۱۹۵۲) بازیگر، خواننده-ترانه‌پرداز و صداپیشه اهل ایتالیا است.
از فیلم‌ها یا برنامه‌های تلویزیونی که وی در آن نقش داشته‌است، می‌توان به افسون، عشق و آشوب و کلبه ساحلی اشاره کرد.